# Districte de Grevenmacher
El Districte de Grevenmacher és un dels 3 districts del Gran ducat de Luxemburg. És dividit en tres cantons dividits en 26 municipis:
1. Echternach
  - Beaufort
  - Bech
  - Berdorf
  - Consdorf
  - Echternach
  - Mompach
  - Rosport
  - Waldbillig
2. Grevenmacher
  - Betzdorf
  - Biwer
  - Flaxweiler
  - Grevenmacher
  - Junglinster
  - Manternach
  - Mertert
  - Wormeldange
3. Remich
  - Bous
  - Burmerange
  - Dalheim
  - Lenningen
  - Mondorf-les-Bains
  - Remich
  - Schengen
  - Stadtbredimus
  - Waldbredimus
  - Wellenstein

Fa frontera amb els districtes de Luxemburg a l'oest i amb el de Diekirch al nord, amb els estats alemanys de Renània-Palatinat i Saarland a l'est, i amb el departament francès de Mosel·la al sud. Té una renda per capita de 57,800 $.